# Конспирация за короната
„Конспирация за короната“ е първият роман на Майкъл Дж. Съливан от поредицата „Откровенията на Ририя“.

## Сюжет
Двамата крадци Ройс Мелбърн и Ейдриън Блекуотър действат под името „Ририя“, изпълнявайки различни незаконни услуги на лекомислени благородници. При завръщането си от поредната мисия получават примамливо предложение: да откраднат меча на граф Пикъринг, ревнив местен аристократ, чиито фехтовални умения са ненадминати. Но ако рапирата му изчезнела, суеверният ревнивец няма да иска да се дуелира – и предизвиканият, сглупил да изгледа по-продължително съпругата на графа, на практика ще се спаси от сигурна смърт. Ройс и Ейдриън приемат задачата, която се развива по неочакван начин. Вместо меч за открадване намират пресния труп на крал Амрат Есендън, секунди по-късно са отведени в тъмница и уведомени за предстоящата мъчителна екзекуция. Посетилата ги принцеса потвърждава това, което и сами вече са разбрали – била им е възложена измислена задача, за да бъдат използвани като изкупителни жертви. Принцеса Ариста отдавна виждала заплитаните в двореца заговори, но никой не се вслушвал в думите ѝ. Предлага да ги освободи, ако в замяна те отведат нейния брат – принц Олрик – до затвора Гутария, където заключеник на име Есрахаддон можел да предложи неоспорими доказателства и убеди принца за надвисналата опасност. Лишените от избор крадци приемат предложението. Отвличат принца и с лодка се отправят към въпросния затвор. Принцът е бесен и им обяснява, че заговор действително има – такъв на сестра му. Очевидно тя се домогвала до трона и убива останалите претенденти.
За да избегнат евентуални засади, тримата променят маршрута си. А засада действително има, но успяват да се измъкнат невредими, дори сдобивайки се с коне. При нощувката си в манастир от един начетен монах узнават, че Есрахаддон бил велик магьосник, отговорен за разпадането на съществувалата преди хиляда години империя. Научавайки това, Олирк решава все пак да посети затвора. Вземайки монаха със себе си, нарасналата до четирима групица се отправя натам.
Успяват да преодолеят закриващата вратата магия, а синята кръв на Олрик им осигурява свиждане. Оказва се, че Есрахаддон наистина съществува, но не е на девет века – в омагьосания затвор времето е спряло.
Затвореният чародей прибавя нови обърквания към досегашните: твърди, че не той, а църквата на Нифрон била отговорна за падането на древната империя. Именно църквата убила и крал Амрат, подозирайки го за наследник на някогашните императори. В потвърждение на думите му, посетителите се оказват затворени. Но недоглеждане в дизайна на затвора им спечелва отново свободата: законният владетел на земята може да обяви Есрахаддон за опростен, което да възстанови магическите му сили. Олрик изрича нужните слова. Навън чародеят се сбогува с тях. Принцът решава да се върне в двореца. Присъединява се към група издирващи го стражници, оказали се пратени да го убият наемници. Те злорадо му разкриват кой е същинският заговорник – неговият вуйчо, ерцхерцог Пърси Брага. Ройс и Ейдриън спасяват принца.
Олрик решава да отиде в имението на своя приятел и верен васал граф Пикъринг. Там го застига новината, че сестра му е обявена за вещица и ще бъде изгорена на клада съвсем скоро. Очевидно Брага бърза да се добере до трона. Тъй като войските не могат да бъдат събрани достатъчно бързо, Олрик изпраща двамата крадци – официално обявени за кралски закрилници – да спасят сестра му. Успяват да се доберат до нея с хитрост, ала ерцхерцогът се досеща за хитрината им. Ройс отърчава към кулата, където е затворена принцесата, а Ейдриън се дуелира с Брага, за да даде време на партньора си да измъкне принцесата. В кулата ѝ е заложен капан, който едва не убива Ройс и Ариста, но успяват да излязат невредими. Междувременно принц Олрик е избързал към столицата и с голяма храброст разбива защитниците. Брага е убит. Но изглежда ерцхерцогът е бил част от много по-грандиозен план.